# 塔維雞鳩
塔維雞鳩（学名：Gallicolumba menagei）是鳩鴿科的一種鴿子。牠們胸部正中央有一簇很突出的紅色羽毛。牠們是菲律賓的特有種。
塔維雞鳩的兩個標本是於1891年在蘇祿群島採集，之後就未有確定的紀錄。於1995年，有幾個當地的發現報告。牠們的數量相信已很稀少，故此被列為瀕危。

## 外部連結
- BirdLife Species Factsheet. （页面存档备份，存于）